# Inconscierto
Inconscierto es el tercer álbum de la banda costarricense Inconsciente Colectivo, siendo a la vez el primer y único álbum de la banda que registra material en vivo. Todos los temas fueron grabados en vivo entre el 10 de diciembre de 1999, en el Auditorio Nacional, Museo del Niño y el 12 de enero del 2000 en el Teatro Eugene O´Neill, CCCN en San José, Costa Rica.

## Contenido
El disco contiene versiones en vivo de 12 canciones extraídas de los 2 álbumes anteriores más una canción inédita titulada "Llámame". En general, las canciones presentan arreglos que las diferencian un poco con respecto a las versiones originales, al incorporarse en la presentación un número considerable de instrumentos poco comunes en el repertorio del grupo.
El disco está dedicado a la memoria del cantautor y compositor costarricense José Capmany, quien murió en un accidente de tránsito el 13 de octubre del 2001.

## Lista de canciones
1. "Ayer" - 6:28
2. "Atémoslo" - 4:53
3. "Avenida Central" - 4:09
4. "Nada más" - 5:40
5. "Llámame" - 6:34
6. "Formas de sentir" - 4:34
7. "Se me puede olvidar (Big Stick Policy)" - 5:33
8. "Condición" - 5:44
9. "Nueva era" - 9:51
10. "No podrás" - 4:20
11. "Frágil" - 6:38
12. "Cautiva de mar" - 5:37

## Músicos

### Inconsciente Colectivo
- Pato Barraza: Guitarra acústica y voz
- Eduardo Carmona: Bajo y coros
- Rafa Ugarte: Batería y coros

### Músicos invitados
- Roberto Brenes: Guitarra eléctrica
- Jan Thalmann: Saxofón
- Cristian Mata: Trompeta
- Leonel Rodríguez: Trombón
- Iván Rodríguez: Violín I, II y violas adicionales
- Mercedes Rodríguez: Violín II
- Randall Rodríguez: Viola
- Gabriela Alfaro: Chelo
- Fidel Gamboa: Flauta traversa, arreglos de cuerdas y vientos
- Rafael Chinchilla: Piano
- Henry D´Arias: Voz en "No podrás"
- Luis Montalbert: Voz en "No podrás"
- José Capmany: Voz en "Atémoslo"
- Bernardo Quesada: Voz en "No podrás" y percusión
- Lennin Fernández: percusión
- Ricardo Hernández: percusión
- Camilo Poltronieri: Guitarras eléctricas adicionales

## Créditos
- Sonido de sala: Guillermo Gómez, Frank Espinoza
- Producción ejecutiva: 97.9 Conexión, Inconsciente Colectivo
- Producción general: Jorge Ajoy, 97.9 Conexión
- Técnicos de grabación: Carlos Domínguez, Daniel Brenes, Alex "Sandí" Quirós, Adrián Blanco
- Ingenieros de mezcla: Alex Quirós, Adrián Blanco, Carlos Domínguez
- Mezclado por Alex "Sandí" Quirós, Adrián Blanco, Carlos Domínguez, Inconsciente Colectivo
- Mezclado en los estudios Marsol Records, San José, Costa Rica excepto "Cautiva de mar", "Avenida central" y "Atémoslo", mezcladas por Carlos Domínguez en Audio Arte, San José, Costa Rica
- Masterizado por Fernando Quijiwitz en Gesdisa, Guatemala
- Producción musical: Pato Barraza
- Arte de portada y diseño: Pato Barraza
- Diagramación: Pato Barraza y Eduardo Carmona
- Caricaturas: Ricardo Vargas